# John Hynde Cotton
Sir John Hynde Cotton, 3e baronnet (1686-1752) de Madingley Hall, dans le Cambridgeshire, est un propriétaire terrien anglais et un homme politique conservateur qui siège à la Chambre des communes pendant 44 ans de 1708 à 1752. L’historienne Eveline Cruickshanks l’a appelé «l’un des jacobites les plus zélés d’Angleterre» . 

## Jeunesse
Il est baptisé le 7 avril 1686, fils unique de Sir John Cotton, deuxième baronnet de Landwade et de Madingley Hall, dans le Cambridgeshire, qui a été député de Cambridge. Il fait ses études à la Westminster School et est admis au Emmanuel College de Cambridge le 29 septembre 1701 et obtient une maîtrise en 1705. Il hérite du titre de baronnet et de Madingley Hall à la mort de son père le 15 janvier 1713. Il adopte le nom de famille de Hynde Cotton, de la famille Hynde, les propriétaires traditionnels du domaine. 

## Carrière politique
Cotton est élu comme député de Cambridge pour 1708-1722, suivi de mandats comme député de Cambridgeshire en 1722-1727, de Cambridge en 1727-1741 et de Marlborough en 1741-1752 ,. 
Après qu'un député ait abandonné les conservateurs et prononcé un discours fidèle à sir Robert Walpole, Cotton le critique devant Walpole, déclarant: "Ce jeune chien a promis qu'il resterait toujours à nos côtés". Sir Robert a répondu: "Je conseille à mes jeunes hommes de ne jamais utiliser toujours." "Pourtant", dit Cotton en bégayant, "vous-même êtes très enclin à utiliser tous les moyens." . 
Horace Walpole écrit que Cotton "avait de l'esprit et il était le plus grand maître des arts de la Chambre, où il faisait rarement des discours brefs, bafouillant dans son élocution, qu'il savait cependant gérer avec humour" . 

## Vie privée

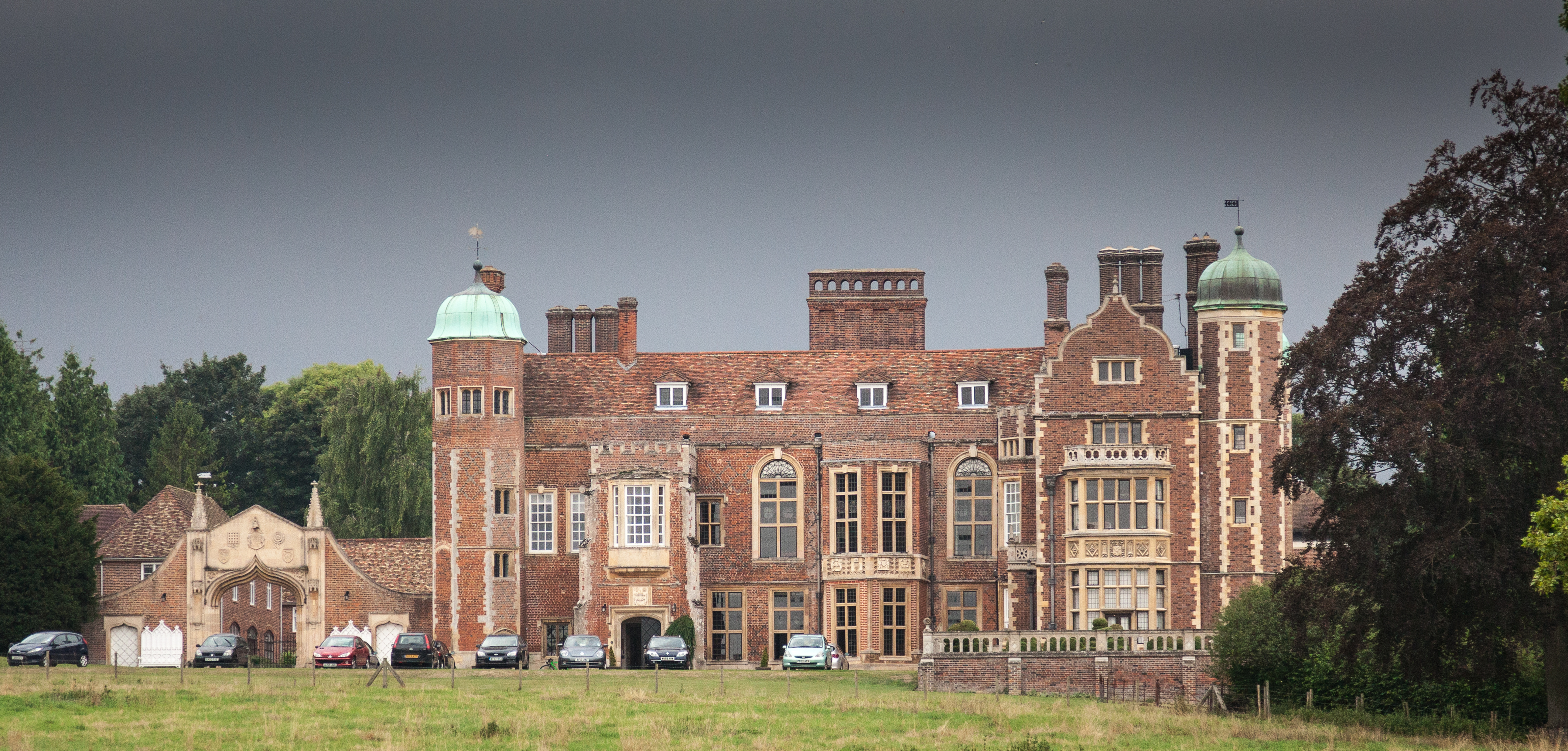
Madingley Hall, Cambridgeshire

Cotton se marie avec Lettice Crowley, fille de sir Ambrose Crowley (en) de Greenwich le 24 mai 1714 Elle meurt en août 1718 et il épouse en secondes noces Margaret Craggs, fille de James Craggs, le 3 juin 1724. Son fils survivant, John Hynde Cotton, enfant de sa première femme, lui succède comme baronnet. Il est le grand-père de Charles Cotton (marin)